# SMAP
SMAP (jap. スマップ Sumappu) – japoński boys band uformowany przez Johnny'ego Kitagawę, założyciela Johnny & Associates, w 1988 roku. Nazwa grupy to akronim od pierwszych liter słów Sports Music Assemble People. Są grupą pop z największą liczbą sprzedanych wydawnictw muzyczych w Japonii. Jej liderem był Masahiro Nakai. Została założona przez Katsuyuki Mori, byłego członka. Szacowany nakład ze sprzedaży płyt boys bandu wynosi ponad 31 milionów 550 tysięcy egzemplarzy według Recording Industry Association of Japan, źródła monitorującego sprzedaż wydawnictw muzycznych w Japonii i przyznające za to oficjalne certyfikaty.
Z końcem 2016 roku zespół zakończył działalność.

## Dyskografia
Wybrana twórczość

### Albumy studyjne
- 1992: SMAP 001
- 1992: SMAP 002
- 1993: SMAP 003
- 1993: SMAP 004
- 1994: SMAP 005
- 1994: SMAP 006: Sexy Six
- 1995: SMAP 007: Gold Singer
- 1996: SMAP 008: Tacomax
- 1996: SMAP 009
- 1997: SMAP 011: Su
- 1998: SMAP 012: Viva Amigos!
- 1999: Birdman SMAP 013
- 2000: S-map SMAP 014
- 2002: SMAP 015/Drink! Smap!
- 2003: SMAP 016/MIJ
- 2005: Sample Bang!
- 2006: Pop Up! SMAP
- 2008: Super Modern Artistic Performance
- 2010: We are SMAP!
- 2012: Gift of SMAP
- 2014: Mr.S

### Albumy kompilacyjne
- 1995: Cool
- 1997: Wool
- 2001: Smap Vest
- 2001: Pams
- 2011: SMAP AID

### Albumy z remiksami
- 1995: Boo

### Minialbumy
- 1998: La Festa